# Balanus calidus
Balanus calidus is een zeepokkensoort uit de familie van de Balanidae. De wetenschappelijke naam van de soort werd voor het eerst geldig gepubliceerd in 1916 door Pilsbry.